# Giarre
Giarre (tiếng Sicilia: Giarri) là một đô thị ở bờ biển đông của Sicilia, thuộc tỉnh Catania. Các đô thị giáp ranh là Mascali, Riposto, Acireale, Santa Venerina, Milo và Sant'Alfio. 